# Stichting Loonwijzer
Stichting Loonwijzer (Engels: WageIndicator Foundation) is een van oorsprong Nederlandse non-profitorganisatie die pleit voor transparantie op de arbeidsmarkt en eerlijke lonen en arbeidsomstandigheden wereldwijd. De stichting probeert dit te bereiken door onderzoek te doen naar en wereldwijde databases bij te houden over leefbare lonen, minimumlonen, arbeidsrecht en arbeidsomstandigheden.
Stichting Loonwijzer werd in 1999 opgericht om lonen inzichtelijk te maken voor alle beroepen voor zowel vrouwen als mannen. Met online enquêtes wilde de stichting licht werpen op de loonkloof tussen mannen en vrouwen in Nederland. Vanaf 2004 breidde de stichting dit onderzoek en de bijbehorende websites geleidelijk uit naar andere landen, waarna deze in 2018 wereldwijd beschikbaar werden. Minimumlonen en arbeidsrecht zijn gaandeweg ook onderzoeksonderwerpen geworden.

## Salarisonderzoek
Stichting Loonwijzer doet wereldwijd salarisonderzoek dat wordt verkregen via online enquêtes en offline gegevensverzameling. Jaarlijks worden er zo'n 450.000 waarnemingen toegevoegd aan de database. Deelnemers delen hun salaris, informatie over hun functie, en zaken als geslacht en werkervaring. Op basis hiervan worden gemiddelde lonen voor specifieke beroepen gepubliceerd. Ook kan worden getoond hoe groot de loonkloof tussen mannen en vrouwen is.

### Leefbare lonen
Sinds 2014 verzamelt Loonwijzer gegevens over de kosten van levensonderhoud over de hele wereld. Met deze data worden leefbare lonen berekend. Deze berekeningen zijn gebaseerd op de Anker-methode en houden rekening met kosten als voedsel, huisvesting, vervoer, onderwijs en gezondheidszorg. Deze kosten wordt in kaart gebracht door dataverzamelaars die winkels bezoeken en praten met de lokale bevolking. De kosten en de daaruit voortkomende leefbare lonen worden elk kwartaal bijgewerkt.
In 2020 bestempelde IDH de methode die Loonwijzer gebruikt voor het berekenen van leefbare lonen als een betrouwbare benchmark.
B Lab gebruikt Loonwijzers leefbare lonen voor het B-Corp-certificeringsproces. Dit betekent dat bedrijven die een B-Corp-certificering willen ontvangen, deze data kunnen gebruiken als benchmark voor de salarissen die ze betalen.

## Samenwerkingen
Stichting Loonwijzer werkt samen met onderzoekers van de Universiteit van Amsterdam, de Universiteit Utrecht, het Centre for Labour Research en het Central European Labour Studies Institute (CELSI).

## Kritiek
De aard van het online onderzoek dat Loonwijzer doet, kent zijn beperkingen. In bijvoorbeeld de arbeidsrechtenquête bestaat enkel de mogelijkheid tot ja/nee-antwoorden, waardoor nuance in de antwoorden ontbreekt. Ook richt dit onderzoek zich op organisaties met minstens 50 werknemers, waardoor kleinere bedrijven en de informele sector niet worden meegenomen in de analyse.